# 人首笄形器

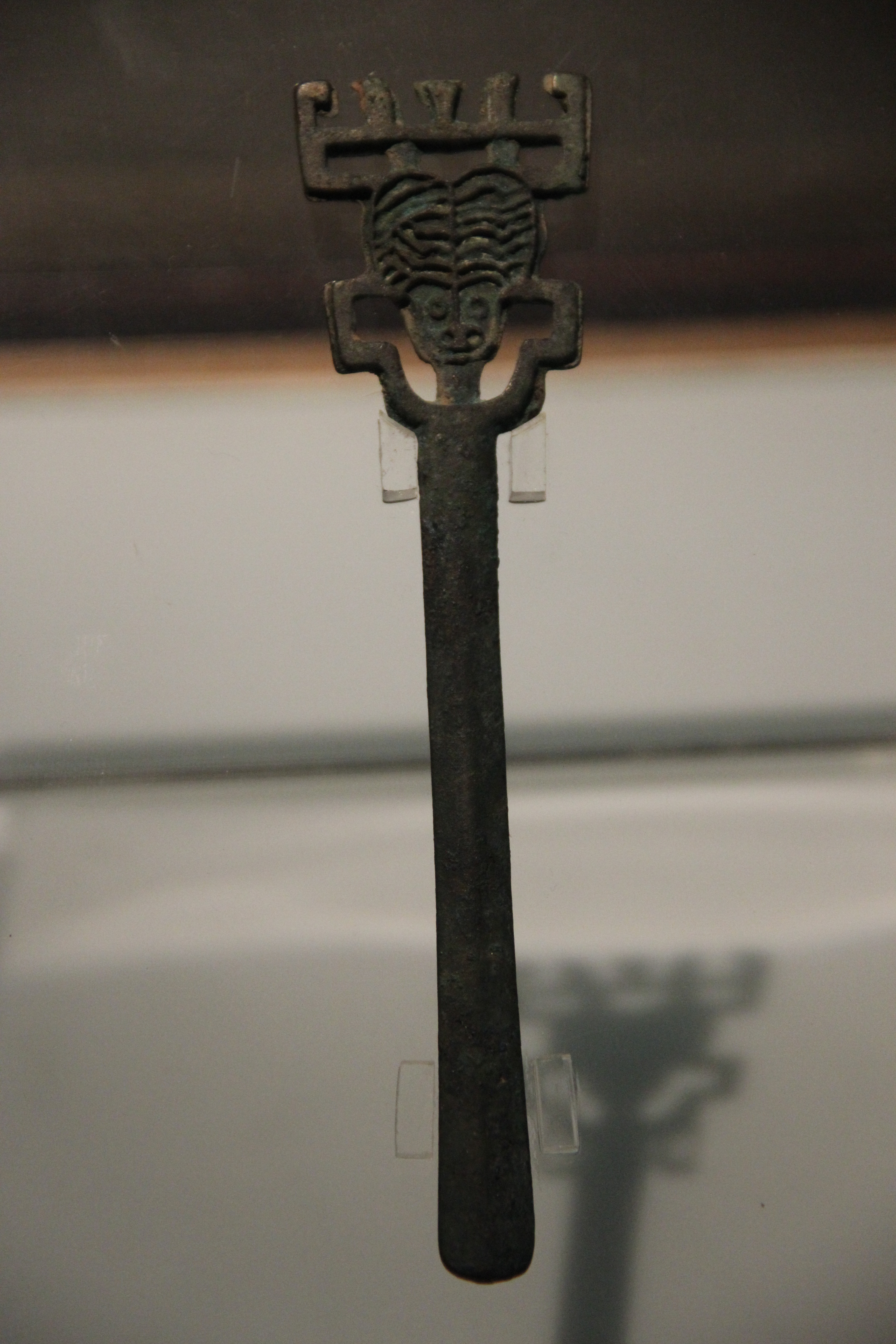
人首笄形器

人首笄形器，是一件商朝时期的青铜束发器文物，现藏于山西博物院。

## 特点
1959年，山西忻州市莲寺沟出土，文物长16.5厘米、宽4厘米。为商朝晚期方国当地的青铜束发器，笄一端为正面人像，顶作齿状高冠，两侧为镂空边框，高盘发双分。